# (6434) Jewitt
(6434) Jewitt est un astéroïde de la ceinture principale.

## Description
(6434) Jewitt est un astéroïde de la ceinture principale. Il fut découvert 26 juillet 1981 à la station Anderson Mesa par l’astronome E. Bowell. Il présente une orbite caractérisée par un demi-grand axe de 2,3278 UA, une excentricité de 0,232 et une inclinaison de 14,873° par rapport à l'écliptique.
Il fut nommé en l'honneur de l’astronome américain David Jewitt, né en 1958, professeur d'astronomie, anciennement à l'Institut pour l'astronomie de l'université d'Hawaï et depuis 2009 à l'université de Californie à Los Angeles.

## Compléments